# Himatendipes chanderi
Himatendipes chanderi är en tvåvingeart som beskrevs av Singh och Jai Kisahn Maheshwari 1987. Himatendipes chanderi ingår i släktet Himatendipes och familjen fjädermyggor. Inga underarter finns listade i Catalogue of Life.